# دفتر گسترش شعر و ادبیات داستانی
دفتر گسترش شعر و ادبیات داستانی با نام قبلی بنیاد شعر و ادبیات داستانی ایرانیان یکی از نهادهای وابسته به معاونت امور فرهنگی وزارت فرهنگ و ارشاد اسلامی است که در حوزهٔ ادبیات فعالیت می‌کند. این نهاد، برگزاری جشنوارهٔ شعر فجر، جایزهٔ ادبی جلال آل احمد و جایزهٔ ادبی پروین اعتصامی را بر عهده دارد.

نشریهٔ الف‌یا ارگان این نباید بود که در آبان ۱۳۹۵ با حضور معاون وقت وزیر فرهنگ و ارشاد اسلامی افتتاح شد و پس از دو سال فعالیت تعطیل شد. در دوره نخست  ابراهیم اکبری  دیزگاه سردبیر آن بود و در ادامه  مسعود دیانی  و پس از آن  میثم امیری  سردبیری آن را بر عهده داشتند.